# Trofeo Alfredo Binda - Comune di Cittiglio 2015
Il Trofeo Alfredo Binda - Comune di Cittiglio 2015, quarantesima edizione della corsa, valida come seconda prova della Coppa del mondo di ciclismo su strada femminile 2015, si svolse il 29 marzo 2015 su un percorso di 121,4 km, con partenza da Laveno-Mombello e arrivo a Cittiglio, in Italia. La vittoria fu appannaggio della britannica Lizzie Armitstead, la quale completò il percorso in 3h25'26", precedendo la francese Pauline Ferrand-Prévot e l'olandese Anna van der Breggen.
Sul traguardo di Cittiglio 83 cicliste, su 138 partite da Laveno-Mombello, portarono a termine la competizione.

## Ordine d'arrivo (Top 10)
| Pos. | Corridore              | Squadra            | Tempo    |
| ---- | ---------------------- | ------------------ | -------- |
| 1    | Lizzie Armitstead      | Boels-Dolmans      | 3h25'26" |
| 2    | Pauline Ferrand-Prévot | Rabo-Liv           | s.t.     |
| 3    | Anna van der Breggen   | Rabo-Liv           | s.t.     |
| 4    | Elisa Longo Borghini   | Wiggle-High5       | s.t.     |
| 5    | Alena Amjaljusik       | Velocio-SRAM       | s.t.     |
| 6    | Jolanda Neff           | Selezione Svizzera | a 3"     |
| 7    | Annemiek van Vleuten   | Bigla              | a 1'31"  |
| 8    | Ellen van Dijk         | Boels-Dolmans      | s.t.     |
| 9    | Elena Cecchini         | Lotto              | s.t.     |
| 10   | Ashleigh Moolman       | Bigla              | s.t.     |